# استان نوردیولند
استان نوردیولند (به دانمارکی: Nordjylland) یا ژوتلند شمالی، یکی از استان‌های دانمارک است که در شمال شبه جزیره ژوتلند (به دانمارکی: یولند Jylland) قرار گرفته و پایتخت آن شهر آلبورگ (Aalborg) است.
| - Aalborg Municipality - Brønderslev Municipality - Frederikshavn Municipality - Hjørring Municipality - Jammerbugt Municipality - Læsø Municipality | - Mariagerfjord Municipality - Morsø Municipality - Rebild Municipality - Thisted Municipality - Vesthimmerland Municipality |  |